# ラモン・カルデレ
ラモン・カルデレ（Ramón Calderé, 1959年3月6日 - ）は、スペイン・カタルーニャ州タラゴナ県出身の元サッカー選手、現サッカー指導者。スペイン代表だった。現役時代のポジションはミッドフィールダーであり、中盤ならどこでもこなせる。

## 経歴

### 選手

#### クラブ
カタルーニャ州タラゴナ県ビラ＝ルドーナに生まれ、地元のFCバルセロナの下部組織で育った。FCバルセロナBで何シーズンかプレーし、RSDアルカラやレアル・バリャドリードにレンタル移籍し、バリャドリードでプリメーラ・ディビシオン（1部）初出場。1984年にバルセロナに復帰した時はすでに25歳だったが、正式にトップチームに昇格してトップチーム初出場を果たした。復帰初年度の1984-85シーズンはレギュラーとはいえなかったが、リーグ優勝して自身初タイトルを獲得。バルセロナには1988年まで在籍した。1988年にレアル・ベティスに移籍したが、1988-89シーズン終了後にセグンダ・ディビシオン（2部）降格となった。1990年には下部リーグのUEサン・アンドレウに移籍し、34歳だった1993年に現役引退した。

#### 代表
1985年4月30日、ウェールズのレクサムで行われた1986 FIFAワールドカップ・ヨーロッパ予選のウェールズ戦 (0-3) でスペイン代表デビュー。1986年にはメキシコで開催されたFIFAワールドカップ本大会に出場したが、旅行者下痢に苦しめられ、チームドクターに抗生物質を処方された。北アイルランド戦後のドーピング検査で陽性反応となったが、「深刻な脱水症状にならないように投薬量を管理していた」という医療スタッフの主張が認められ、カルデレは処罰を免れた。つづくアルジェリア戦 (3-0) では2得点を挙げた。1988年にはUEFA欧州選手権1988の出場メンバーに選出されたが、1試合も出場機会はなかった。スペイン代表では1988年までに18試合に出場して7得点を挙げた。

### 指導者
現役引退後は指導者の道に進み、CEプレミア、UEコルネジャ、CFガバ、UEカステイダフェルス、CFバダロナ、ADセウタ、CFレウス・デポルティウ、CDテルエルなど主に地域リーグのクラブを指揮した。レウス・デポルティウを指揮していた2008年6月、サンゴネーラ・アトレティコCFとの試合中に、治安警察（スペインにおける準軍事組織）に暴行の容疑で逮捕された。

## タイトル

### 選手
FCバルセロナ
- プリメーラ・ディビシオン : 1984-85
- コパ・デル・レイ : 1987-88
- コパ・デ・ラ・リーガ : 1985-86

### 指導者
CFガバ
- テルセーラ・ディビシオン : 2000-01

CDテルエル
- テルセーラ・ディビシオン : 2009-10

CDカステリョン
- テルセーラ・ディビシオン : 2014-15